# Загадките на Блу
„Загадките на Блу“ (на английски: Blue's Clues & You!) е игралнa компютърно анимирана интерактивна образователна детска поредица, разработена от Трейси Пейдж Джонсън и Анджела Сантомеро за Nickelodeon. Той е рестарт на оригиналния сериал Blue's Clues (1996–2006) с нов водещ, Джош Дела Круз, и е продуциран от Nickelodeon Animation Studio, 9 Story Media Group и Brown Bag Films. Премиерата на сериала е излъчена по Nickelodeon на 11 ноември 2019 г.

## В България
В България сериалът е излъчен по локалната версия на Никелодеон и Ник Джуниър. Дублажът е нахсинхронен в студио Про Филмс и в него участват Цвети Пеняшки (Джош), Малена Шишкова, Ева Ралякова, Петър Каменов и др.